# Смоленское военное пехотное училище

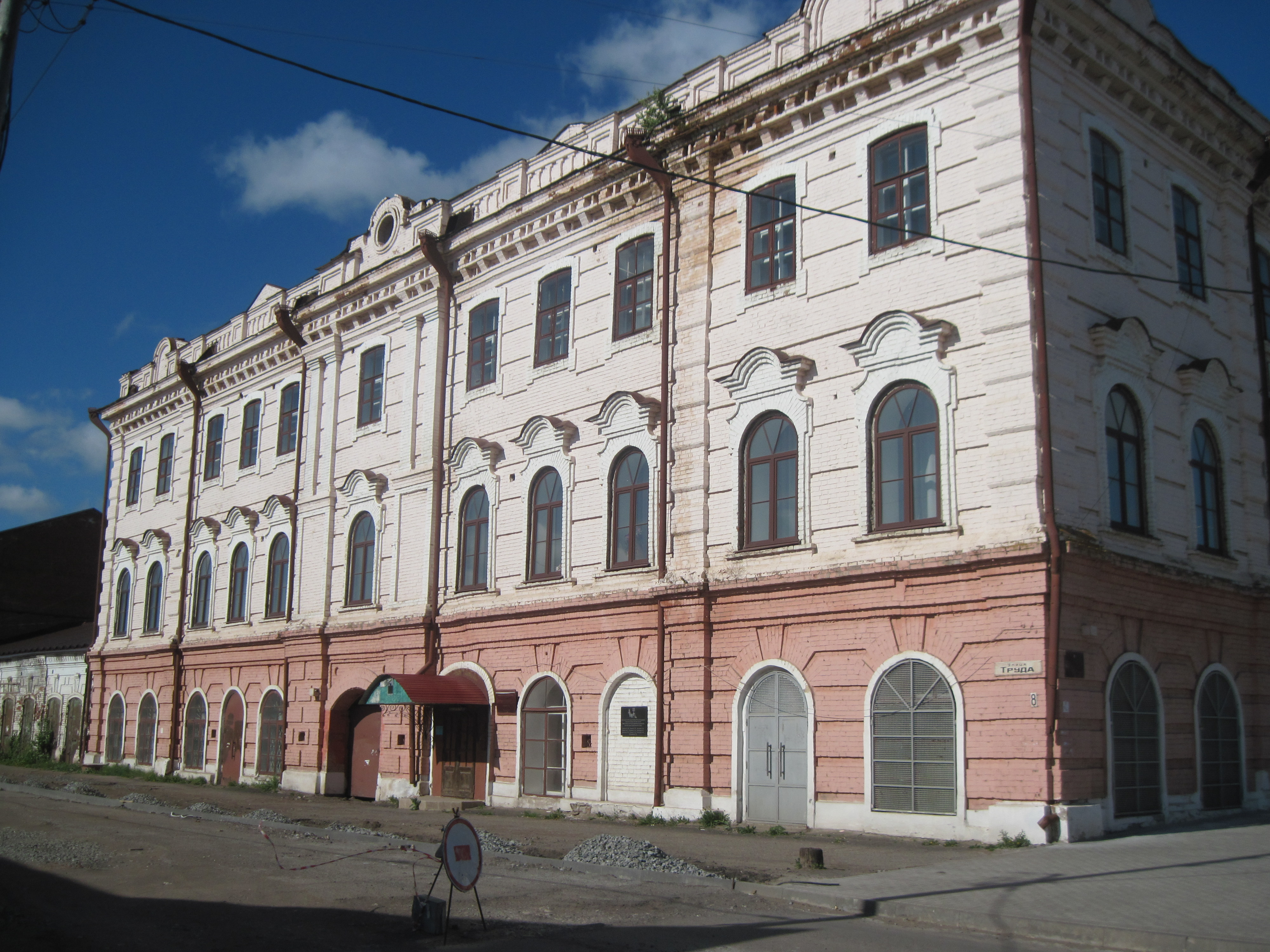
Здание бывшей городской управы, Удмуртская Республика, город Сарапул, ул.Труда, 8; видна мемориальная доска Героям Советского Союза.

Смоленское военное пехотное училище (Смоленское стрелково-пулемётное училище) — Военно-учебное заведение (училище), существовавшее  в 1939—1946 годах, располагавшееся в городе Смоленске, в 1941—1946 годах находилось в эвакуации в городе Сарапуле.

## История

### В Смоленске
Смоленское стрелково-пулемётное училище сформировано в 1939 году на бывшей базе танковой бригады, которая убыла на западную границу СССР. Плановые занятия начались 12 декабря 1939 года.
Военный городок находился на западной окраине города Смоленска, на Шкляной Горе; ныне на этом месте располагается Военная академия войсковой противовоздушной обороны Вооружённых Сил Российской Федерации, Смоленская область, город Смоленск, ул. Котовского, 2 — 54°48′08″ с. ш. 32°00′33″ в. д..
В Смоленском стрелково-пулемётном училище было 4 курсантских батальона по 4 роты в каждом. В роте по 100 курсантов, всего 1600 курсантов. Курсанты стрелково-пулемётного училища носили малиновые петлицы с аббревиатурой «ССПУ».
В мае 1940 года курсантов разделили на 1 и 2 курс. На второй курс были переведены курсанты, имевшие высокие показатели в учёбе и дисциплине. Второй курс занимались по очень уплотнённой программе и осенью 1940 года курсанты были выпущены с присвоением воинского звания «лейтенант». Весь этот выпуск, 800 человек,  убыл на западную границу, в основном, в основном для комплектования укрепленных районов.
Весной 1941 года училище стало военно-пехотным.
10 июня 1941 года был издан приказ НКО № 00263 о выпуске из Смоленского стрелково-пулеметного училища. Выпуск состоялся 13 июня 1941 года.
22 июня 1941 года курсанты училища были в летнем лагере в 3 км от города Смоленска. 
Из курсантов сформировали 4 ударных пулемётных батальона по 200 человек. 24 или 25 июня 1941 года, часть личного состава училища была передана в распоряжение командира 64-й стрелковой дивизии и отправлена в место её сосредоточения — в 63-й (Минско-Слуцкий) укреплённый район, расположенный на старой границе СССР.
26 июня 1941 года была издана директива Генерального штаба № 814/орг о приведении в боевую готовность смоленских училищ. Была поставлена задача по прикрытию Витебского и Оршанского направлений, автострады и большака, идущих из Орши и Витебска. Помимо этого возложена задача по наведению порядка в Смоленске и на
путях движения.
Училище выполняло оперативные задания командующего 20-й армией: один батальон находился при штабе армии в городе Орше, другой батальон охранял склады НКО в Красном Бору, одна рота охраняла Смоленский аэродром, а сам полковник Яков Павлович Горшенин исполнял обязанности начальника гарнизона города Смоленска.

### В Сарапуле
Согласно директиве Генерального штаба № 638/орг от 3 июля 1941 года, училище должно быть эвакуировано в глубь страны до 15 июля 1941 года. Эвакуация проходила быстро и в ночное время, и не с железнодорожного вокзала, а на восточной окраине Смоленска, вероятно, в районе современной станции Смоленск-Сортировочная или еще восточнее. Отправка состоялась 5 июля 1941 года.
20 июля 1941 года эшелон прибыл в район военных лагерей на реке Каме и там разгрузился, всего около полутора тысяч человек. 24 июля 1941 года курсантам зачитали приказ командующего Уральским военным округом № 0062 от 24 июля 1941 года о присвоении воинских званий «лейтенант». 800 лейтенантов убыли в город Москву для комплектования московских ополченческих дивизий.
Училище было размещено в Здании бывшей городской управы города Сарапула Удмуртской АССР, ныне там располагается Сарапульский политехнический институт (филиал) федерального государственного бюджетного образовательного учреждения высшего образования «Ижевский государственный технический университет имени М.Т. Калашникова», Удмуртская Республика, город Сарапул, ул.Труда, 8 — 56°28′35″ с. ш. 53°49′14″ в. д.
В училище готовили снайперов, пулеметчиков и минометчиков, занимались по 10-12 часов в день в течение 6—8 месяцев (были 4 месячные ускоренные курсы). За время работы в Сарапуле на базе Смоленского пехотного училища было подготовлено более 10 тысяч офицеров.
Расформировано в сентябре 1946 года

## Начальники училища
- 29 ноября 1939 — май 1943 — полковник Горшенин Яков Павлович.
- с мая 1943 — ?

## Память
- Мемориальной доске, установлена на главном корпусе Сарапульского политехнического института (филиала) федерального государственного бюджетного образовательного учреждения высшего образования «Ижевский государственный технический университет имени М.Т. Калашникова». 
  - Установлена в 2010 году с 4 фамилиями: Антонов Константин Михайлович, Митькин Борис Викторович, Спицын Спиридон Матвеевич, Теплоухов Михаил Сергеевич[6]
  - В 2014 году обновлена, стало 10 героев, добавились: Беляев Иван Потапович, Волошин Михаил Евстафьевич, Иванов Михаил Романович, Коновалов Алексей Дмитриевич, Максимов Иван Тихонович, Половинкин Василий Васильевич[7]